# Plebejus striata
Plebejus striata är en fjärilsart som beskrevs av Frowhawk 1938. Plebejus striata ingår i släktet Plebejus och familjen juvelvingar. Inga underarter finns listade i Catalogue of Life.